# Udo Peters
Udo Peters (* 17. Januar 1883 in Hannover; † 18. März 1964 in Worpswede) war ein deutscher Landschaftsmaler. 

## Leben
Peters besuchte die Kunstgewerbeschule Hannover, danach folgte ein Studium an der Münchner Kunstakademie. Zu seinen Lehrern in München, die seinen Malstil prägten, gehörte Albert Weisgerber, dessen Œuvre zwischen Impressionismus und beginnendem Expressionismus einzuordnen ist. Weisgerber selbst war Schüler von Franz von Stuck. Weisgerber war ein sehr moderner, progressiver Lehrer für Udo Peters, der selbst insbesondere von französischen Impressionisten beeinflusst wurde. Diese fundierte Ausbildung mündete bei Peters in seinen eigenen Stil in seinen Landschaftsbildern, den er sich in seinem gesamten Künstlerleben bewahrte und der seine Bilder bis heute unverwechselbar macht.
Peters unternahm Studienreisen nach Italien, Kroatien, Holland und in die Schweiz.
1906 fand ein erster mehrmonatiger Aufenthalt in Worpswede statt. 1908 kehrte er nach Worpswede zurück und ließ sich dort in der Hembergstraße nieder. Er gilt als Maler der zweiten Generation der Worpsweder Künstler, da sich zum Zeitpunkt seiner Rückkehr nach Worpswede 1908 die Gründergeneration der Worpsweder Maler fast schon aufgelöst hatte, z. B. war Paula Modersohn-Becker 1907 verstorben und ihr Mann Otto Modersohn nach Fischerhude umgezogen.
Peters wird auch als Chronist des Ortes Worpswede bezeichnet, da er nahezu alle Straßen des Ortes in seinen Bildern gemalt hat. 
Sein Grab befindet sich auf dem Worpsweder Friedhof.

## Ausstellungen
- 1953 Dritte Deutsche Kunstausstellung in Dresden[2]

- 2010 Ein Portraitmaler entdeckt die Landschaft. Lilienthaler Kunststiftung Monika und Hans Adolf Cordes. Oyten-Lilienthal.

## Ehrungen
- Bundesverdienstkreuz 1. Klasse (16. Januar 1959)
- Udo-Peters-Weg in Worpswede

## Werk
Die Kunsthalle Bremen hat u. a. Werke von Udo Peters im Inventar: "Märzschnee" (1924) sowie "Bahnhof in Worpswede". Außerdem befinden sich Werke im Inventar des Museums "Große Kunstschau" in Worpswede.